# Marcus Valerius Romulus
(Marcus) Valerius Romulus (ca. 292-5 – 309) was de zoon van de West-Romeinse keizer-usurpator Maxentius. Zijn moeder was Valeria Maximilla, dochter van keizer Galerius. Romulus was samen met zijn vader consul in 308 en 309.
Waarschijnlijk was het de bedoeling dat hij net zoals zijn vader ieder jaar tot consul aangesteld werd, maar hij overleed nog als jongen. Na zijn dood werd hij verheven tot de status Divus ("vergoddelijkt"), en werd er een tempel van Divus Romulus ter ere van hem gebouwd op het Forum Romanum. Ook werd er een serie gedenkmunten aan hem gewijd, geslagen in Rome en Ostia.
Hij werd begraven in het mausoleum van Romulus dat zijn vader liet bouwen vlak bij zijn eigen verblijf, de villa van Maxentius, langs de Via Appia.

## Verder lezen
- Valerius Romulus 7, in A.H.M. Jones - J.R. Martindale - J. Morris, The Prosopography of the Later Roman Empire, Cambridge, 1971, 1.772.
- O. Seeck, art. Valerius Romulus (14), in RE 1A, klm. 1105.